# رزون (لاريجان السفلي)
رزون (بالفارسية: رزون) هي قرية تقع في إيران في قسم لاریجان السفلی الريفي. يقدر عدد سكانها بـ 16 نسمة بحسب إحصاء 2016.